# Ponders End (stacja kolejowa)
Ponders End - stacja kolejowa w londyńskiej dzielnicy Enfield w północno - wschodniej części miasta. Wszystkie połączenia ze stacji obsługuje brytyjski przewoźnik National Express East Anglia. W systemie londyńskiej komunikacji miejskiej, należy do piątej strefy biletowej. Stacja położona jest w odległości 16 km od London Liverpool Street w centralnym Londynie, zaś podróż do centrum trwa 20 minut. Została otwarta 15 września 1840 r.